# مساعد عبد الله
مساعد عبد الله الصليلي ، من مواليد 13 مايو 1981 ، لاعب كرة قدم كويتي سابق.
لعب لعدة أندية كويتية منها نادي الصليبيخات الكويتي، ولعب أيضًا مع منتخب الكويت لكرة القدم.